# 堀野紗也加
堀野 紗也加（ほりの さやか、10月27日 - ）は、日本の女性声優。東京都出身。

## 来歴
2015年9月、8月からの入院と精神的なストレスにより体調回復が思わしくなく、休業に入ったことが所属事務所であるディーエスイーから発表され、2016年1月からは業務に復帰した。

## 人物
趣味はネットサーフィン。特技は運動系。

## 出演
太字はメインキャラクター。

### テレビアニメ
2014年
- 犬神さんと猫山さん（杜松美希音）
- 旦那が何を言っているかわからない件（マヨタマ）

2015年
- だんちがい（仲野咲月）
- 旦那が何を言っているかわからない件 2スレ目（マヨタマ）

2016年
- おじさんとマシュマロ（広子）
- 腐男子高校生活（女性客A、女子生徒A、腐女子A、サークル主）
- 魔装学園H×H（シャロン・カニンガム）

### テレビ番組
※はインターネット配信。
- 「犬神さんと猫山さん」ワンだふる放送局ふたりでゴロニャン♪（2014年、ニコニコ動画※）

### ドラマCD
2015年
- Citrus（水沢まつり）

## ディスコグラフィ

### キャラクターソング
| 発売日   | 商品名                           | 歌                                                                                         | 楽曲                   | 備考                                                     |
| 2014年   | 2014年                           | 2014年                                                                                     | 2014年                 | 2014年                                                   |
| -------- | -------------------------------- | ------------------------------------------------------------------------------------------ | ---------------------- | -------------------------------------------------------- |
| 5月28日  | いぬねこジュークBOX              | 猫山鈴（東山奈央）、杜松美希音（堀野紗也加）                                               | 「ちっちゃいもの同盟」 | テレビアニメ『犬神さんと猫山さん』関連曲                 |
| 5月28日  | いぬねこジュークBOX              | 犬神八千代（上坂すみれ）、猫山鈴（東山奈央）、杜松美希音（堀野紗也加）、牛若雪路（藤本葵） | 「青春あらいぶ」       | テレビアニメ『犬神さんと猫山さん』関連曲                 |
| 11月26日 | いいかげんにして、あなた         | マヨタマ（堀野紗也加）、三木さん（清水香里）                                               | 「運命否定肯定801」    | テレビアニメ『旦那が何を言っているかわからない件』関連曲 |
| 2014年   |                                  |                                                                                            |                        |                                                          |
| 8月26日  | だんちがい Song Collection Vol.1 | 仲野咲月（堀野紗也加）                                                                     | 「Princess Durandal」  | テレビアニメ『だんちがい』エンディングテーマ             |
| 8月26日  | だんちがい Song Collection Vol.2 | 仲野咲月（堀野紗也加）                                                                     | 「空想少女」           | テレビアニメ『だんちがい』関連曲                         |